# Aciloină

Structura generală a unei aciloine.

Aciloinele, denumite și α-hidroxicetone sunt o clasă de compuși organici care prezintă în structura lor o grupă hidroxil adiacentă unei grupe carbonilice cetonice. Denumirea provine de la faptul că se obțin în urma unei reacții de cuplare reductivă a grupei acil din derivați carboxilici, reacție denumită condensare aciloinică.

## Obținere
Există câteva metode de sinteză:
- Reacția de condensare aciloinică, care este o reacție de cuplare reductivă a esterilor
- Reacția de condensare benzoinică, care este o reacție de condensare dintre aldehide în prezență de nucleofili
- Reacția de oxidare a unor derivați carbonilici, dar are dezavantajul de a nu fi selectivă

## Proprietăți
Reacția de aminare Voigt, în care o aciloină reacționează cu o amină primară și pentoxid de fosfor la căldură, formând o α-cetoamină: